# سیارک ۷۵۱۲
سیارک ۷۵۱۲ (به انگلیسی: 7512 Monicalazzarin، نامگذاری:1983CA1) هفت هزار و پانصد و دوازدهمین سیارک کشف شده‌است که در ۱۵ فوریه ۱۹۸۳ کشف شد.
قدر مطلق سیارک برابر ۱۲٫۸۰ است.